# Rihanna
Robyn Rihanna Fenty, művésznevén Rihanna (Saint Michael, Barbados, 1988. február 20. –) kilencszeres Grammy-díjas barbadosi énekesnő, üzletasszony és színésznő. A Guinness Rekordok Könyve szerint ő a 21. század legkelendőbb női előadója, és ő a legtöbb digitális kislemez-minősítéssel rendelkező női előadó. 2024-ig bezárólag Rihanna a világ egyik leggazdagabb zenésze. Hét amerikai gyémánt minősítésű kislemeze van, és 14 első helyezett kislemeze a Billboard Hot 100-as listáján. A számos elismerésben részesült Rihanna minden idők egyik legsikeresebb előadója; eladásait világszerte 250 millió darabra becsülik.
Rihanna 2005-ben szerződött a Def Jam Recordingshoz, és első két stúdióalbuma, a Music of the Sun (2005) és az A Girl Like Me (2006) megjelenése után vált ismertté a mainstream körében. Mindkettő a karibi zene hatását tükrözte, és az albumok az amerikai Billboard 200-as listán az első tízben végeztek. Harmadik stúdióalbuma, a Good Girl Gone Bad (2007) a dance-pop stílus jegyeit tartalmazta, és megalapozta Rihanna popikon státuszát. Az Umbrella című kislemeze az amerikai Billboard Hot 100-as listájának élén végzett, és Grammy-díjat nyert.
Rihanna folytatta a pop, a dance és az R&B hatások ötvözését következő, Rated R (2009), Loud (2010), Talk That Talk (2011) és Unapologetic (2012) című albumain – utóbbi a Billboard 200-as lista élén végzett. Az albumokról olyan Billboard Hot 100-as listavezető kislemezek jelentek meg, mint a Rude Boy, az Only Girl (In the World), a What’s My Name?, az S&M, a We Found Love és a Diamonds. Nyolcadik stúdióalbuma, az Anti (2016) új kreatív irányítás alatt jelent meg, miután elhagyta a Def Jam-et Jay-Z kiadója, a Roc Nation javára. A második amerikai listavezető albumává váló albumot a Work című listavezető kislemez népszerűsítette.
A zene mellett Rihanna humanitárius szerepvállalása, vállalkozói tevékenysége és divatipari befolyása is elismert. Megalapította a Clara Lionel Foundationt, a Fenty Beauty kozmetikai márkát és a Fenty divatházat az LVMH alatt, ezzel ő lett az első fekete nő, aki egy luxusmárkát vezetett a cégcsoport alatt. Rihanna nagyobb szerepeket játszott a Csatahajó (2012), a Végre otthon! (2015), a Valerian és az ezer bolygó városa (2017) és az Ocean’s 8 – Az évszázad átverése (2018) című filmekben. 2018-ban a barbadosi kormány nagykövetnek nevezte ki, 2021-ben pedig Barbados nemzeti hősévé nyilvánították.

## Életrajz és karrier

### 1988–2002: Korai élet
Robyn Rihanna Fenty 1988. február 20-án született a barbadosi Saint Michaelben, Monica Braithwaite könyvelő és Ronald Fenty raktárfelügyelő lányaként. Édesanyja afro-guyanai, míg édesapja afrikai, ír, angol és skót származású barbadosi. Rihannának két testvére van, Rorrey és Rajad Fenty, valamint három féltestvére apai ágon, akik mindhárman különböző anyáktól születtek korábbi kapcsolataiból. Bridgetownban nőtt fel egy három hálószobás bungalóban, és apjával együtt árult ruhákat egy utcai bódéban. Rihanna elmondta, hogy gyermekkorát mélyen befolyásolta apja alkoholizmusa és crack-kokaintól való függősége, ami hozzájárult szülei feszült házasságához. Interjúkban elmondta, hogy apja fizikailag is bántalmazta anyját, és ő próbált közéjük állni, hogy véget vessen a veszekedéseknek.
Rihannának gyerekkorában sok CT-vizsgálatot végeztek a kínzó fejfájása miatt, és visszaemlékezett arra, hogy „az orvosok még azt is hitték, hogy tumor, mert olyan erőteljes volt”. 14 éves korában szülei elváltak, és az egészsége javulni kezdett. Reggae zenét hallgatva nőtt fel. A Charles F. Broome Memorial Primary Schoolba és a Combermere Schoolba járt, ahol a későbbi nemzetközi krikettjátékosok, Chris Jordan és Carlos Brathwaite mellett tanult. Rihanna 11 évesen kadét volt a barbadosi kadét alakulatban; a későbbi barbadosi énekes-dalszerző Shontelle volt a kiképző őrmestere. Eredetileg le akart érettségizni a középiskolában, de inkább a zenei karrier mellett döntött.

### 2003–2006: Karrier kezdetek aMusic of the Sunés azA Girl Like Mealbumokkal
2003-ban Rihanna két osztálytársával együtt zenei triót alakított Barbadoson. Név és zenei anyag nélkül a lánycsapat meghallgatáson vett részt Evan Rogers amerikai lemezproducernél, aki így nyilatkozott: „Amint Rihanna belépett a szobába, olyan volt, mintha a másik két lány nem is létezne”. Rihanna ezt követően előadta a Destiny’s Child Emotion és Mariah Carey Hero című dalának feldolgozásait. A lenyűgözött Rogers egy második találkozót is kitűzött Rihanna édesanyjának jelenlétében, majd meghívta Rihannát az Egyesült Államokba, hogy felvegyenek néhány demókazettát, amelyeket elküldhetnek a lemezkiadóknak. A felvételek szakaszosan zajlottak, körülbelül egy évig tartottak, mivel csak az iskolai szünetekben tudott dolgozni. A Pon de Replay és a The Last Time két szám volt a demókazettán, amelyek végül a Music of the Sun című debütáló albumára is felkerültek. Ugyanebben az évben Rihanna leszerződött Rogers és Carl Sturken produkciós cégéhez, a Syndicated Rhythm Productions-hoz.
Rihanna demóját elküldték a Def Jam Recordingsnak, ahol Jay Brown, a lemezkiadó A&R vezetője az elsők között volt, aki meghallgatta azt. Brown lejátszotta a demókazettát a rapper Jay-Z-nek, akit nemrég neveztek ki a Def Jam elnök-vezérigazgatójává. Amikor Jay-Z először meghallgatta a Pon de Replay című számot, úgy érezte, hogy a dal túl nagy falat neki. Szkepticizmusa ellenére megkérte Rihannát, hogy jelentkezzen meghallgatásra a kiadónál. 2005 elején Rihanna elment egy meghallgatásra a Def Jamhez New Yorkban, ahol Jay-Z bemutatta őt Antonio „L.A.” Reid zenei mogulnak. A meghallgatáson Whitney Houston For the Love of You című dalának feldolgozását énekelte, valamint a Pon de Replay és a The Last Time című demószámokat. Jay-Z teljesen biztos volt a szerződtetésében, miután előadta a Pon de Replay című leendő kislemezét. Főnöke, L.A. Reid is le volt nyűgözve, és azt mondta Jay-Z-nek, hogy nem engedi ki Rihannát az épületből, amíg a szerződést alá nem írják. Reid Jay-Z-re és csapatára bízta az egyezség megkötését, ami egy hat albumos lemezszerződést eredményezett a Def Jam-mel. Rihanna hajnali háromig várakozott Jay-Z irodájában, hogy az ügyvédek elkészítsék a szerződését; a férfi meg akarta akadályozni, hogy a lány egy másik kiadóval szerződjön. Rihanna lemondta a többi lemezkiadóval való találkozóját, és Barbadosról az Egyesült Államokba költözött, ahol Rogersszel és feleségével lakott.

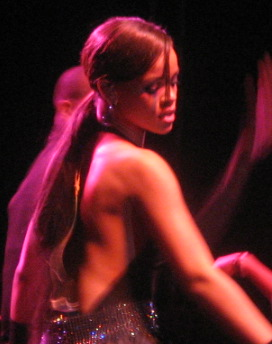
Rihanna fellépése a KIIS-FM Jingle Ballon, 2005 decemberében

Miután leszerződött a Def Jamhez, Jay-Z és csapata végezte Rihanna debütáló albumának A&R munkálatait, és a következő három hónapot a debütáló album felvételével és befejezésével töltötte. Debütáló stúdióalbumának befejezéséhez különböző producerekkel dolgozott együtt, elsősorban Rogersszel és produceri partnerével, Carl Sturken-nel. Több dal közül választhattak első kislemezt, és végül a Pon de Replay-re esett a választás, mert ez tűnt a legmegfelelőbb dalnak egy nyári megjelenéshez. 2005 májusában jelent meg debütáló kislemeze, a Pon de Replay, „Rihanna” monogram alatt. A dal világszerte sikeresen szerepelt a slágerlistákon, tizenöt országban az első ötben végzett, köztük a második helyen az amerikai Billboard Hot 100 listán és a brit kislemezlistán. A dal klubsláger lett az Egyesült Államokban, a Billboard Dance Club Songs listáján az első helyen végzett.
A Music of the Sun 2005 augusztusában jelent meg. A Billboard 200-as listáján a 10. helyen debütált, és arany minősítést kapott az Amerikai Hanglemezgyártók Szövetsége (RIAA) által, ami több mint 500 000 darabos kiszállítást jelent. Az album világszerte több mint 2 millió példányban kelt el. Második kislemeze, az If It’s Lovin’ that You Want nem volt olyan sikeres, mint elődje, de Ausztráliában, Írországban és Új-Zélandon a top 10-be jutott. A zenei munkássága mellett Rihanna színészként is debütált a 2006 augusztusában megjelent Hajrá csajok: Mindent bele című filmben egy cameo szerepben.
Egy hónappal debütáló albuma megjelenése után Rihanna elkezdett dolgozni második stúdióalbumán. Az A Girl like Me 2006 áprilisában jelent meg. A Rolling Stone úgy vélte, hogy az album néhány számának „lángoló rockgitárja” és kísérteties vonóshangjai teszik az „A Girl like Me-t [...] szerethetővé”. Az album kereskedelmi siker volt, 13 országban a top 10-es listákon szerepelt. Az album az első helyig jutott Kanadában és az ötödik helyig az Egyesült Királyságban és az Egyesült Államokban, ahol az első héten 115 000 példányban kelt el. Az album Rihanna első olyan albuma lett, amelyet az RIAA platina minősítéssel látott el, miután több mint 1 000 000 darabot adtak el belőle. Első kislemeze, az SOS nemzetközi siker volt, 11 országban került az első ötbe. A dal az amerikai Billboard Hot 100-as listán és Ausztráliában is listavezető lett, ezzel Rihanna elsőként vezette ezeket a kislemezlistákat karrierjében. Az Unfaithful, az album második kislemeze 18 országban került a top 10-be, köztük az első helyre Kanadában és Svájcban. Az albumról még két kislemez jelent meg: a We Ride és a Break It Off.

### 2007–2008: Világsiker ésGood Girl Gone Bad
2007 elején Rihanna a Roll It című kislemezen szerepelt a jamaicai J-Status zenekarral és a barbadosi énekes-dalszerző Shontelle-lel. A dal a J-Status The Beginning című debütáló albumán jelent meg, amely csak európai országokban jelent meg. Ez idő tájt Rihanna már elkezdte harmadik stúdióalbumának, a Good Girl Gone Bad-nek a munkálatait. Timbaland, Tricky Stewart és Sean Garrett producerek segítségével új zenei irányt vett fel a gyors tempójú dance számok révén. A 2007 májusában megjelent album Ausztráliában és az Egyesült Államokban a 2. helyig jutott, és több országban, köztük Brazíliában, Kanadában, Írországban és az Egyesült Királyságban is a listák élére került. Az album az első három albuma közül a legpozitívabb kritikai értékeléseket kapta.

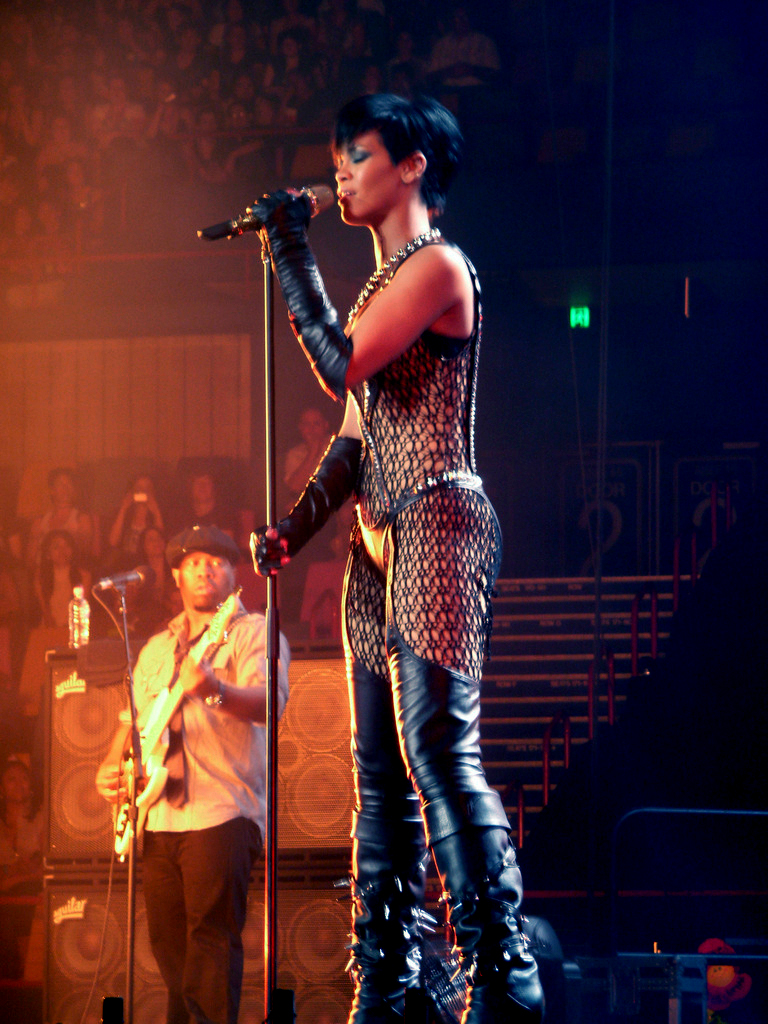
Rihanna fellépése a Good Girl Gone Bad Tour alatt Brisbane-ben, 2008-ban

Első kislemeze, az Umbrella 2007. március 29-én jelent meg, és 13 országban vezette a listákat, és 10 egymást követő héten át maradt az első helyen az Egyesült Királyságban, ami a leghosszabb idő a Wet Wet Wet Love Is All Around 1994-es 15 hetes listavezetése óta. Ez volt Rihanna első olyan kislemeze, amelyet világszerte a legkelendőbb kislemezek közé soroltak, több mint 8 millió eladott példánnyal. A Shut Up and Drive, a Hate That I Love You (featuring Ne-Yo) és a Don’t Stop the Music című dalok szintén kislemezként jelentek meg, utóbbi nemzetközi sláger lett. Az album népszerűsítése érdekében Rihanna 2007 szeptemberében megkezdte a Good Girl Gone Bad turnét, amelynek keretében 80 koncertet adott az Egyesült Államokban, Kanadában és Európában. Rihannát 2008-ban több Grammy-díjra is jelölték a Good Girl Gone Bad-ért. Végül A legjobb dallamos rapteljesítményért járó díjat Jay-Z-vel közösen nyerte el az Umbrella című számmal, ami Rihanna első Grammy-díja volt.
2008. június 9-én Rihanna kiadta a Good Girl Gone Bad Live-t, az első élő koncertfelvételét. A DVD- és Blu-ray kiadvány Rihanna 2007. december 6-án, a Good Girl Gone Bad turné keretében a Manchester Arénában (Manchester, Egyesült Királyság) adott koncertjét mutatja be. A kiadványban Rihanna a turné során szerzett élményeiről is beszélt. 2008 végén Rihanna még mindig a slágerlistákon szerepelt a Good Girl Gone Bad ötödik kislemezdalának, a Rehab-nak a megjelenésével, és az Entertainment Weekly az „újdonsült kitartásáért” az „Év Dívája” címet adományozta neki. A Good Girl Gone Bad csak az Egyesült Államokban több mint 2,8 millió példányban kelt el, és kétszeres platina minősítést kapott az RIAA-tól. Ez Rihanna eddigi legkelendőbb albuma az országban. Az albumból világszerte 9 millió darabot adtak el.
A 2000-es évek végén Rihanna tovább kísérletezett a pop, a dubstep és a rock zenével, hivatalosan is eltávolodva barbadosi zenei stílusától és imázsától. 2008 folyamán Rihanna fellépett a Glow in the Dark Touron Kanye West, Lupe Fiasco és a N.E.R.D. oldalán. Harmadik stúdióalbumának újrakiadása, a Good Girl Gone Bad: Reloaded, 2008 júniusában jelent meg egy új borítóval, az eredeti szürke helyett zöld színű háttérrel, és három új dallal: a Disturbia, a Take a Bow és a Maroon 5-duett az If I Never See Your Face Again, valamint a Hate That I Love You spanyol nyelvű verziója David Bisbal spanyol popénekessel. Mind a négy dal megjelent kislemezként, és a toplisták élén szerepeltek, világszerte csúcspozíciókat értek el. 2008 augusztusában Rihanna számos más énekesnővel közösen rögzítette a Just Stand Up! című jótékonysági kislemezt, amely a Stand Up to Cancer rákellenes kampány főcímdala lett. A Live Your Life, T.I. és Rihanna duettje még novemberben megjelent, és a Billboard Hot 100-as listájának élére került.

### 2009–2011: Családon belüli erőszak ügye,Rated RésLoud
2009. február 8-án Rihanna tervezett fellépése az 51. Grammy-díjátadón elmaradt. Olyan hírek láttak napvilágot, hogy akkori barátja, az énekes Chris Brown fizikailag bántalmazta őt. A férfit letartóztatták fenyegetés gyanújával. 2009. március 5-én Brown ellen vádat emeltek testi sértés és fenyegetés miatt. A TMZ.com által megszerzett, kiszivárgott rendőrségi fotóból kiderült, hogy Rihanna látható sérüléseket szenvedett. Néhány hónappal az incidens után Rihanna szerepelt Jay-Z Run This Town című kislemezén, amelyben Kanye West is közreműködött, és amely Jay-Z tizenegyedik, The Blueprint 3 című stúdióalbumának második kislemezeként jelent meg.
2009 márciusában Rihanna elkezdett dolgozni negyedik stúdióalbumán, a Rated R-en, amely 2009 novemberében jelent meg. Az albumról a Rolling Stone magazin azt írta, hogy Rihanna „átalakította a hangzását, és az év egyik legjobb poplemezét készítette”. Az Rated R sötétebb és sejtelmesebb hangvételű volt, mint Rihanna korábbi albumai. A Rated R a 4. helyen debütált az amerikai Billboard 200-as listán. Az albumot hat kislemezzel népszerűsítette, ezek a Russian Roulette, a Hard, a Wait Your Turn, a Rude Boy, a Rockstar 101, és a Te Amo, ezek közül a Rude Boy az album legnagyobb világsikere volt, hat hétig vezette az amerikai Billboard Hot 100 listáját, és 22 másik országban is a top 10-es listán szerepelt. 2010 januárjában Rihanna kiadta a Redemption Song jótékonysági feldolgozását a Hope for Haiti Now kampányhoz. A Stranded (Haiti Mon Amour) című dalt Jay-Z-vel, Bonóval és The Edge-dzsel közösen vette fel ugyanezen kampányhoz, a 2010-es haiti földrengés áldozatainak megsegítésére.

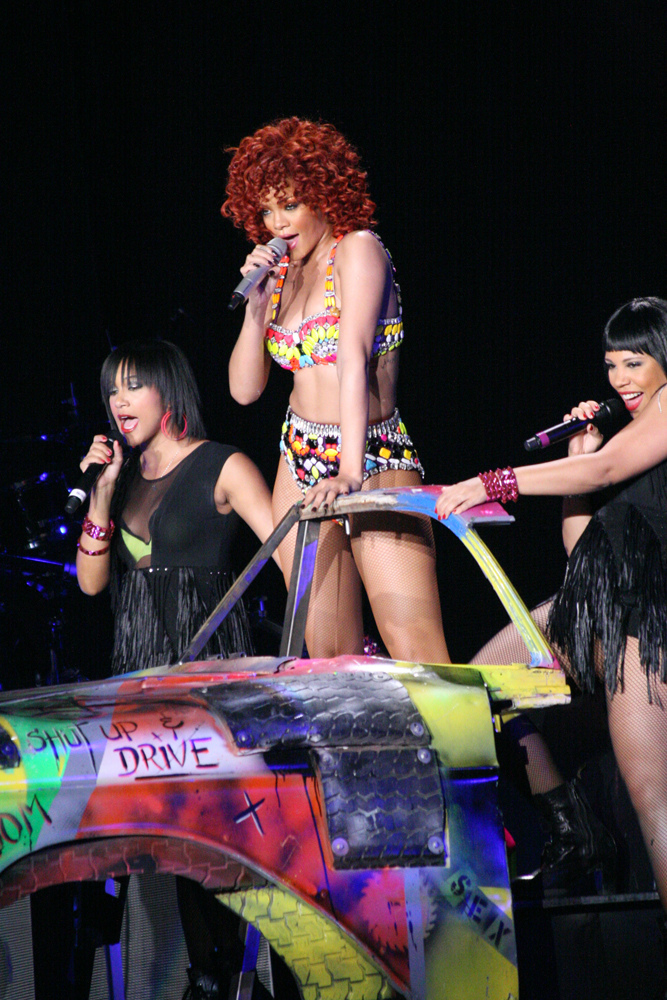
Rihanna fellépés közben a Loud Tour alatt 2011-ben

2010 nyarán Rihanna a rapper Eminemmel közösen készítette el a Love the Way You Lie című dalt, amely világszerte nagy sikert aratott, és több mint 20 országban az első helyig jutott. A dal a második helyig jutva 2010 legnagyobb példányszámban eladott dala lett az Egyesült Királyságban, és Rihanna első olyan kislemeze, amely több mint egymillió példányban kelt el az országban. 2010 októberében Rihanna menedzsert váltott, és csatlakozott Jay-Z Roc Nation Managementjéhez. 2010 végén három kislemezen is közreműködött: Kanye West All of the Lights című dala a My Beautiful Dark Twisted Fantasy (2010) című albumról, Nicki Minaj Fly című dala a Pink Friday (2010) című debütáló stúdióalbumról, és David Guetta Who’s That Chick? című dala a One More Love (2010) című albumról.
A Loud, Rihanna ötödik stúdióalbuma 2010 novemberében jelent meg. Az album három amerikai Billboard Hot 100-as listavezető dalt produkált: első kislemeze, az Only Girl (In the World), a What’s My Name?, melyben a rapper Drake közreműködött, és az S&M, miután megjelent a hivatalos remixe, melyben Britney Spears is közreműködött. Rihanna rekordot állított fel szólóelőadóként a Hot 100 történetében a leggyorsabban begyűjtött 10 listavezető dal tekintetében. Az 53. Grammy-díjátadón az Only Girl (In the World) elnyerte A legjobb dance felvételnek járó díjat.
A Man Down és a California King Bed 2011 májusában jelent meg kislemezként, mérsékelt sikerrel. A Cheers (Drink to That), amely Avril Lavigne 2002-es I’m with You című kislemezét foglalja magába, hetedik és egyben utolsó kislemezként jelent meg az albumról 2011 augusztusában. Az album népszerűsítése érdekében Rihanna 2011 júniusában elindult Loud Tour című turnéjára, amelynek keretében 10 teltházas koncertet adott a londoni The O2 Arénában, ami rekordnak számított a női előadók között a helyszín történetében. A turné a hetedik legnagyobb bevételt hozó turné volt 2011-ben világszerte.

### 2011–2013:Talk That TalkésUnapologetic
Rihanna hatodik albuma, a Talk That Talk 2011 novemberében jelent meg. Az album az Egyesült Államokban a harmadik, az Egyesült Királyságban pedig az első helyen debütált. Az album első kislemeze, a 2011 szeptemberében kiadott We Found Love huszonhét országban vezette a slágerlistákat, harminc országban pedig a top 10-ben szerepelt, és világszerte számos listarekordot döntött meg. A kislemez 10 nem egymást követő héten át vezette a Billboard Hot 100-as listát, ezzel Rihanna leghosszabb ideig listavezető kislemeze lett a listán. 2011-ben a leghosszabb ideig listavezető kislemez volt az Egyesült Államokban. A You Da One és az album címadó dala a Talk That Talk, amelyben Jay-Z is közreműködik, második és harmadik kislemezként jelentek meg 2011 novemberében és 2012 januárjában, mérsékeltebb sikerrel. Az album ötödik kislemeze, az áprilisban megjelenő Where Have You Been 2012 nyarán világszerte sikeresen szerepelt a slágerlistákon, az USA-ban az ötödik, az Egyesült Királyságban pedig a hatodik helyig jutott. A Cockiness (Love It) az album hatodik és egyben utolsó kislemezeként jelent meg remixelt formában 2012. szeptember 7-én, amelyben a rapper ASAP Rocky is közreműködött.

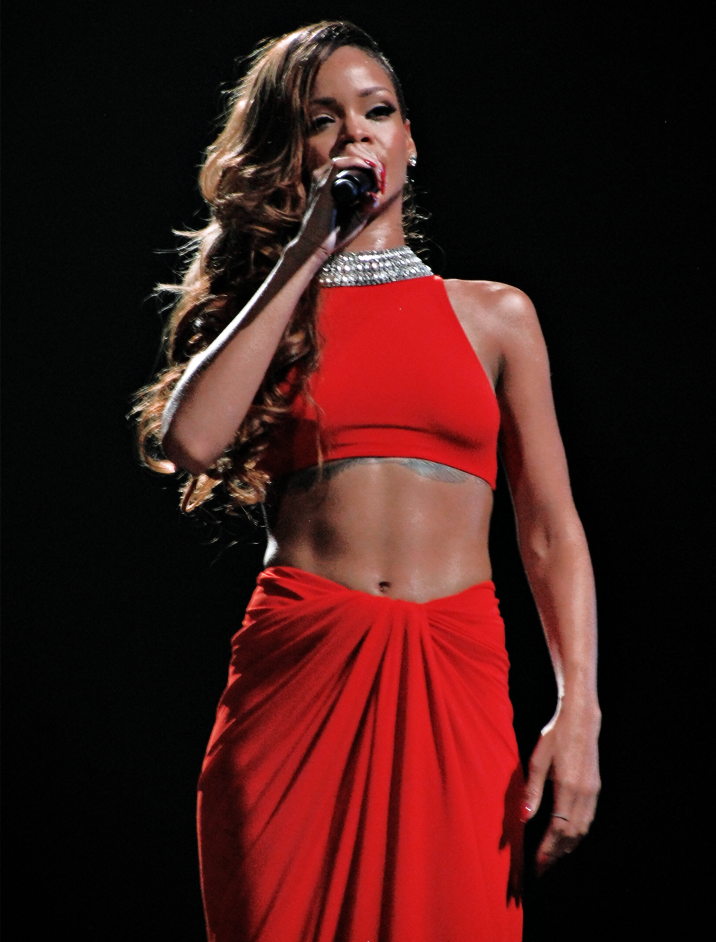
Rihanna fellépése a Diamonds World Tour alatt 2013-ban

2012 elején Rihanna két kislemezen is közreműködött: januárban Drake Take Care című dalán az azonos című albumáról, a következő hónapban pedig a  Coldplay Princess of China című dalán a Mylo Xyloto című albumról. 2012 februárjában Rihanna elnyerte harmadik Grammy-díját A legjobb dallamos rapteljesítmény kategóriában a 2012-es Grammy-díjátadón a Kanye Westtel közös All of the Lights című daláért, és a 2012-es BRIT-díjátadón a második egymást követő évben A legjobb nemzetközi női szólóelőadónak választották. 2012 márciusában egyszerre jelent meg Rihanna és Chris Brown két közös munkája: a Birthday Cake című dalának remixe és a Turn Up the Music című dalának remixe. A felvételek főként negatív visszhangot kaptak a páros erőszakos párkapcsolati múltja miatt. 2012 szeptemberében a We Found Love elnyerte az MTV Video Music Awards díját Az év videóklipje kategóriában, ezzel Rihanna lett az első nő, aki többször is megkapta ezt az elismerést.
Rihanna hetedik stúdióalbuma, az Unapologetic 2012 novemberében jelent meg, amelyet öt kislemezzel népszerűsített, ezek a Diamonds, a Stay, a Pour It Up, a Right Now és a What Now. Az Egyesült Államokban az album az első helyen debütált a Billboard 200 albumlistán; ez Rihanna első listavezető albuma az országban. Az album első kislemeze, a Diamonds világszerte több mint 20 országban ért el első helyezést, köztük az amerikai Billboard Hot 100-as listán is, ahol ez lett Rihanna 12. első helyezettje a listán. Az album második kislemeze, a Mikky Ekko közreműködésével készült Stay több mint húsz országban a top ötbe került, köztük a Billboard Hot 100-as lista harmadik helyére. Az album megjelenése előtti promócióként Rihanna elindult a 777 Tour elnevezésű miniturnéra, amely hét nap alatt hét országban hét koncertből állt. 2013. május 6-án a Fox dokumentumfilmet sugárzott a turnéról, a DVD pedig másnap jelent meg Rihanna harmadik élő, hosszú formátumú videóklipes kiadványaként.
2013 februárjában, az 55. Grammy-díjátadón Rihanna hatodik Grammy-díját nyerte el A legjobb videóklip kategóriában a We Found Love (2011) című dalért. Szintén ebben a hónapban az Egyesült Királyság hivatalos slágerlistája bejelentette, hogy Rihanna 3 868 000 lemezt adott el az elmúlt évben az országban, és ezzel az első helyen állt a 2013-as BRIT Awards előadói jelöltek listáján. Rihanna ötödik headliner koncertkörútja, a Diamonds World Tour 2013 márciusában kezdődött, az Unapologetic album népszerűsítésére. Rihanna ezután szerepelt Seth Rogen és Evan Goldberg Itt a vége című vígjátékában, amely 2013 júniusában került a mozikba. Ugyanebben a hónapban az amerikai hip-hop előadó, Wale kiadta Bad című kislemezének remixelt változatát Rihannával. 2013 októberében Eminem kiadta Rihanna közreműködésével készült The Monster című kislemezét, a negyedik kislemezként nyolcadik stúdióalbumáról, a The Marshall Mathers LP 2-ról (2013) .

### 2014–2017: Önálló kiadványok,Végre otthon!filmzene ésAnti
2014-ben Rihanna közreműködött Shakira Can’t Remember to Forget You című kislemezén. Az Unapologetic megjelenése és az azt kísérő turné után Rihanna szünetet kívánt tartani: „Egy évet akartam, hogy művészileg, kreatívan azt csináljak, amit csak akarok”. 2014 májusában Rihanna elhagyta a Def Jam Recordings kiadót, hogy teljes egészében a Roc Nation lemezkiadóhoz szerződjön, amely 2010 októbere óta menedzselte a karrierjét.
Egy évvel azután, hogy Rihanna elkezdett dolgozni nyolcadik stúdióalbumán, megjelent a FourFiveSeconds című kislemez, amelyen Rihanna Kanye Westtel és Paul McCartney-val állt össze. Két további kislemez követte a megjelenést: A Bitch Better Have My Money és az American Oxygen; egyik sem került fel Rihanna nyolcadik stúdióalbumának végleges számlistájára. Az album készítése közben Rihanna más projektekbe is belevágott, és Jim Parsons és Jennifer Lopez mellett feltűnt Tip szinkronszerepében a Végre otthon! című animációs játékfilmben, a film Adam Rex The True Meaning of Smekday című műve alapján készült. Rihanna egy konceptalbumot is kiadott a filmhez.

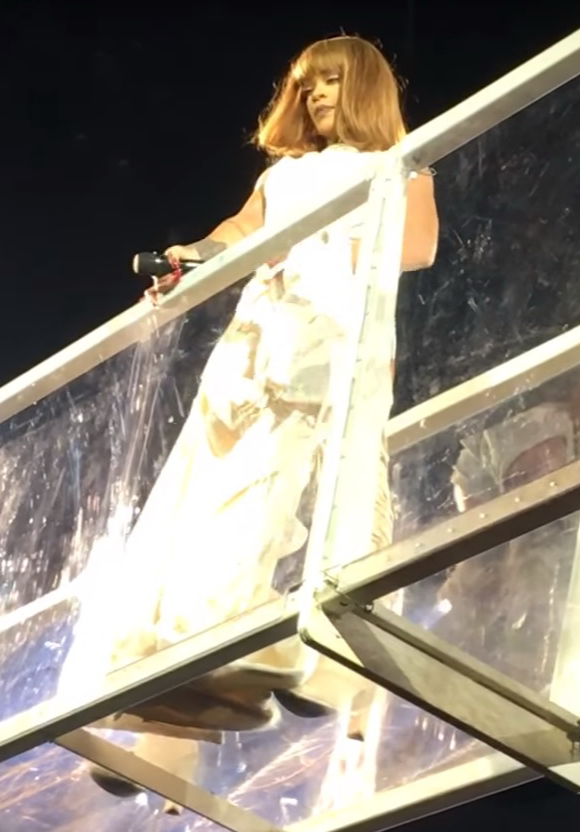
Rihanna az Anti World Touron 2016-ban

2015 végén Rihanna 25 millió dolláros szerződést kötött a Samsunggal, amelynek keretében a Samsung Galaxy termékcsaládot népszerűsíti, miközben a Samsung szponzorálja nyolcadik stúdióalbumának megjelenését és az azt kísérő turnét. Az Anti World Tourt 2015 novemberében jelentették be, és 2016 márciusában kezdődött, Travis Scott volt a partnere Észak-Amerikában, Big Sean pedig bizonyos európai dátumokon. Eredetileg The Weeknd is fellépett volna bizonyos európai helyszíneken, de „a közelgő projektekben bekövetkezett előre nem látható változásokra” hivatkozva visszalépett. 2016. január 28-án Rihanna kiadta nyolcadik stúdióalbumát, az Anti-t, kizárólag a Tidal streaming szolgáltatáson keresztül. Az album az amerikai Billboard 200-as listán az első helyen végzett, ezzel Rihanna második listavezető és nyolcadik top 10-es albuma lett a listán. Az albumról négy kislemez jelent meg, köztük a Work című, Drake közreműködésével készült dal, amely az amerikai Billboard Hot 100-as listájának élére került. A további platina minősítésű kislemezdalok, a Needed Me és a Love on the Brain egyaránt az amerikai Hot 100 top 10-ben szerepeltek.
2016-ban Rihanna több kislemezen is közreműködött. Az első kollaborációs kislemez Kanye West Famous című dala volt, ahol Rihanna vendégvokálozott. Ezután Calvin Harris This Is What You Came For című dalában szerepelt, ami nagy sikert aratott. Rihanna szerepelt Drake Too Good című dalában és Mike Will Made It Nothing Is Promised című dalában is. 2016 júniusában Rihanna kiadta a Sledgehammer című kislemezt a Star Trek: Mindenen túl film soundtrackjéről. 2016. augusztus 28-án Rihannát a 2016-os MTV Video Music Awards-on MTV Életmű-díjjal tüntették ki, miután különböző egyvelegeket adott elő slágereiből.
Rihanna 2017-ben szintén közreműködött több kislemezen is. Először Future Selfish című dalában szerepelt, amely a rapper hatodik stúdióalbumának, a Hndrxx-nek az első kislemeze volt. 2017 nyarán jelent meg Rihanna és DJ Khaled közös munkája, a Wild Thoughts, melyben Bryson Tiller is közreműködött és világsikert aratott, valamint Kendrick Lamar Loyalty című kislemeze, melyért Rihanna megkapta kilencedik Grammy-díját a 60. Grammy-díjátadón. 2017 novemberében Rihanna közreműködött a N.E.R.D. visszatérő kislemezén, a Lemon-on, amely a zenekar No One Ever Really Dies című albumáról származik.

### 2018–jelen: Szünet, anyaság és Super Bowl LVII félidei show
2017 októberében Shakka elárulta, hogy Rihannával dolgozik együtt a „teljesen őrült” albumán. 2018 decemberében Rihanna megerősítette, hogy az album 2019-ben jelenik meg, később pedig bejelentette, hogy egy reggae-projektről van szó. 2019 augusztusában a rajongók észrevették, hogy Rihanna és a társ-dalszerzők, Collin Edwards, Monique Lawrence és Alexander Ogunmokun bejegyeztettek egy dalt Private Loving címmel a BMI zenei kiadó szervezetnél. 2019 szeptemberében bejelentették, hogy leszerződött a Sony/ATV Music Publishinggel. 2019 decemberében Rihanna egy Instagram-posztban utalt arra, hogy az albuma elkészült, és bizonytalan ideig visszatartja a megjelenési dátumot. Egy 2023-as brit Vogue-nak adott interjújában így nyilatkozott kilencedik stúdióalbumáról: „Amikor egy olyan album után jössz, mint az Anti ... van ez a nyomás, amit magamra helyezek. Hogy ha nem lesz jobb, akkor nem is éri meg”, megjegyezve, hogy »nem ez a helyes módja annak, hogy a zenére tekintsünk«, és »ha tovább várok, amíg ezt helyesnek, tökéletesnek és jobbnak érzem, akkor talán örökké fog tartani, és talán soha nem fog kijönni, és nem, én nem vagyok hajlandó erre«.
Ebben az időszakban Rihanna szerepelt PartyNextDoor kanadai énekes Believe It című dalában, amely 2020. március 27-én jelent meg. 2022. október 28-án megjelent a Fekete Párduc 2. soundtrackjének első kislemeze, a Lift Me Up, mely az első zenei szóló kiadványa az Anti óta. A dal Golden Globe-, és Oscar-jelölést hozott neki A legjobb eredeti dal kategóriában. 2023. február 12-én ő volt a Super Bowl LVII félidei show-jának headlinere, ami több mint öt év óta az első élő fellépése volt, és egyben az esemény korábban saját maga által elrendelt bojkottjának a végét jelentette, amelyet Colin Kaepernickkel való szolidaritásból kezdeményezett. A koncert többnyire pozitív fogadtatásban részesült. Az első jelentések szerint a fellépés összesen 118,7 millió nézőt ért el a televíziós és digitális platformokon, azonban a Nielsen Media Research később korrigálta a számot, és 121,017 millió nézőre módosította, így ez lett a történelem legnézettebb félidei showja, megelőzve Katy Perry fellépését a Super Bowl XLIX félidei show-ján.
A Super Bowl-előadás öt Primetime Emmy-díjat hozott neki, köztük egyet a Kiemelkedő Varieté Különkiadás (Élő)kategóriában kapott Primetime Emmy-díjra. Rihanna 2023-ban hozta világra második fiát, miután korábban a félidei előadás során felfedte terhességét, így ő lett az első, aki terhesen szerepelt egy Super Bowl félidei show-ban. 2025-ben Törpillát alakította A hupikék törpikék című filmben, amely negatív kritikákat kapott a kritikusoktól. Ugyanez év májusában a Met Gálán  elárulta, hogy harmadik gyermekét várja.

## Művészete

### Zene és énekhang
Rihanna mezzoszoprán, hangterjedelme B2-től C♯6-ig terjed. A harmadik stúdióalbumához, a Good Girl Gone Bad-hez (2007) készült felvételek során Rihanna Ne-Yótól vett énekórákat. A következőket mondta erről az élményről: „Soha nem kaptam énekoktatást, így amikor a stúdióban vagyok, ő elmondja nekem, hogyan lélegezzek, meg ilyenek... Elmondja ezeket a nagy, csicsás szavakat: 'Oké, azt akarom, hogy staccatóval énekelj.' Erre én: 'Oké, nem tudom, mi az'.” A Loud (2010) című albumon nyújtott énekesi teljesítménye pozitív kritikákat kapott a zenekritikusoktól. James Skinner a BBC-től dicsérte Rihanna vokálját a Love the Way You Lie (Part II) című dalban, és azt írta, hogy a hangja erőteljes, és hogy „Rihanna vokálja – egyszerre parancsoló, lélekkel teli és érzékeny – az, ami megadja a hangsúlyt a dalnak, és magának a Loud-nak”. Andy Gill a The Independent-től úgy érzi, hogy a California King Bed a legjobb vokális teljesítményét nyújtja. A Billboard magazin az Unapologetic kritikájában azt írta: „A Diamonds című dalban Rihanna az eddigi egyik legerőteljesebb, legszenvedélyesebb vokálját adja elő ebben az inspiráló popballadában”. Jon Caramanica, a New York Times munkatársa pedig így fogalmazott: „az évek során hangja az érzelmi hidegség és a stratégiai közöny fegyverévé gyógyult. Határozottan barátságtalan, parancsolgatásra készült”. 2023-ban a Rolling Stone a 68. helyre sorolta Rihannát a Minden idők 200 legjobb énekese listáján.
Barbadoson nőtt fel, és főleg reggae, hiphop és soca zenét hallgatott. Amikor először járt az Egyesült Államokban, különböző zenékkel találkozott, és „a rock volt az egyik, és beleszerettem. [Most] imádom a rockzenét”. Debütálása során olyan dalokat vett fel, amelyeket karibi gyökerei inspiráltak, és korai hangzását úgy jellemezte, hogy „a reggae, a hip-hop és az R&B fúziója, egy kis mássággal megspékelve”. Korai dancehall-gyökerei megtalálhatók debütáló albumán, a Music of the Sun-on és annak folytatásán, az A Girl like Me-n. A New York Times-tól Kelefa Sanneh dicsérte a dancehall és a reggae kombinációját, aki szerint: „A dancehall reggae néha dühösen elszigetelt zenei formának tűnik, de ... Rihanna csak a legújabb énekesnő, aki felfedezte, hogy a műfaj rugalmas elektronikus ritmusai mennyire sokoldalúak”. Debütáló kislemeze, a Pon de Replay egy dancehall-pop keveréket mutat be, melybe a reggae stílusa ivódik be, míg az If It’s Lovin’ that You Want egy lányról szól, aki elcsábít egy srácot, hogy a barátja legyen. A művészi fejlődésre törekvő A Girl like Me olyan személyes tapasztalatokat fejez ki, amelyeken tipikus 18 éves lányok mennek keresztül, olyan balladákkal, amelyeket elegánsnak és érettnek jellemeztek. Második albuma után lassan elvetette dancehall és reggae gyökereit.
Rihanna zenei karrierje egy új zenei ötletekkel való kísérletezés volt, és kijelentette, hogy „olyan zenét akar csinálni, amit a világ olyan részein is hallhatnak, ahol még sosem jártam”. Provokatív témáival és szövegeivel a műfajok széles skáláját kezdte el beépíteni, beleértve a popot, az R&B-t, a reggae-t, a dubstepet, a hiphopot és az EDM-et. A Good Girl Gone Bad kritikája során a Slant Magazine azt írta, hogy Rihanna „végre rájött, hogy ő egy dance előadó, és az album nagy része gyors tempójú dance-pop [dalokból áll, mint például]” a Push Up on Me és a Don’t Stop the Music. A lemez eltérést jelent korábbi albumainak karibi hangzásától, és karrierje fordulópontjaként jellemzik. Míg a lemez első fele sok 1980-as évekbeli pophatást hordoz magában olyan dalokkal, mint a Don’t Stop the Music és a Shut Up and Drive, a második fele a standard R&B-be tér vissza.
Az akkori barátja, Chris Brown által elkövetett bántalmazás után felvett Rated R sokkal sötétebb hangvételű, és tele van különböző érzelmekkel, amelyeket 2009-ben élt át. Ötödik, Loud című albumán Rihanna arról a vidám és energikus hangulatról elmélkedik, amit az album felvételei során érzett. Az album balladák, partihimnuszok és erőt adó szerelmes dalok keveréke. A Talk That Talk hasonló volt a Rated R-hez, hiszen mindkettő hiphop, R&B, dancehall és dubstep műfajokat tartalmaz. A Loud és a Talk That Talk a szexualitást kutatta a munkájában (S&M és Birthday Cake), és visszatért a dancehall gyökereihez (Man Down és Watch n’ Learn). A house zenébe is belekóstolt olyan számokkal, mint a We Found Love, az Only Girl (In the World) és a Complicated. Dalait más előadóktól származó dalminták is inspirálják.

### Hatások

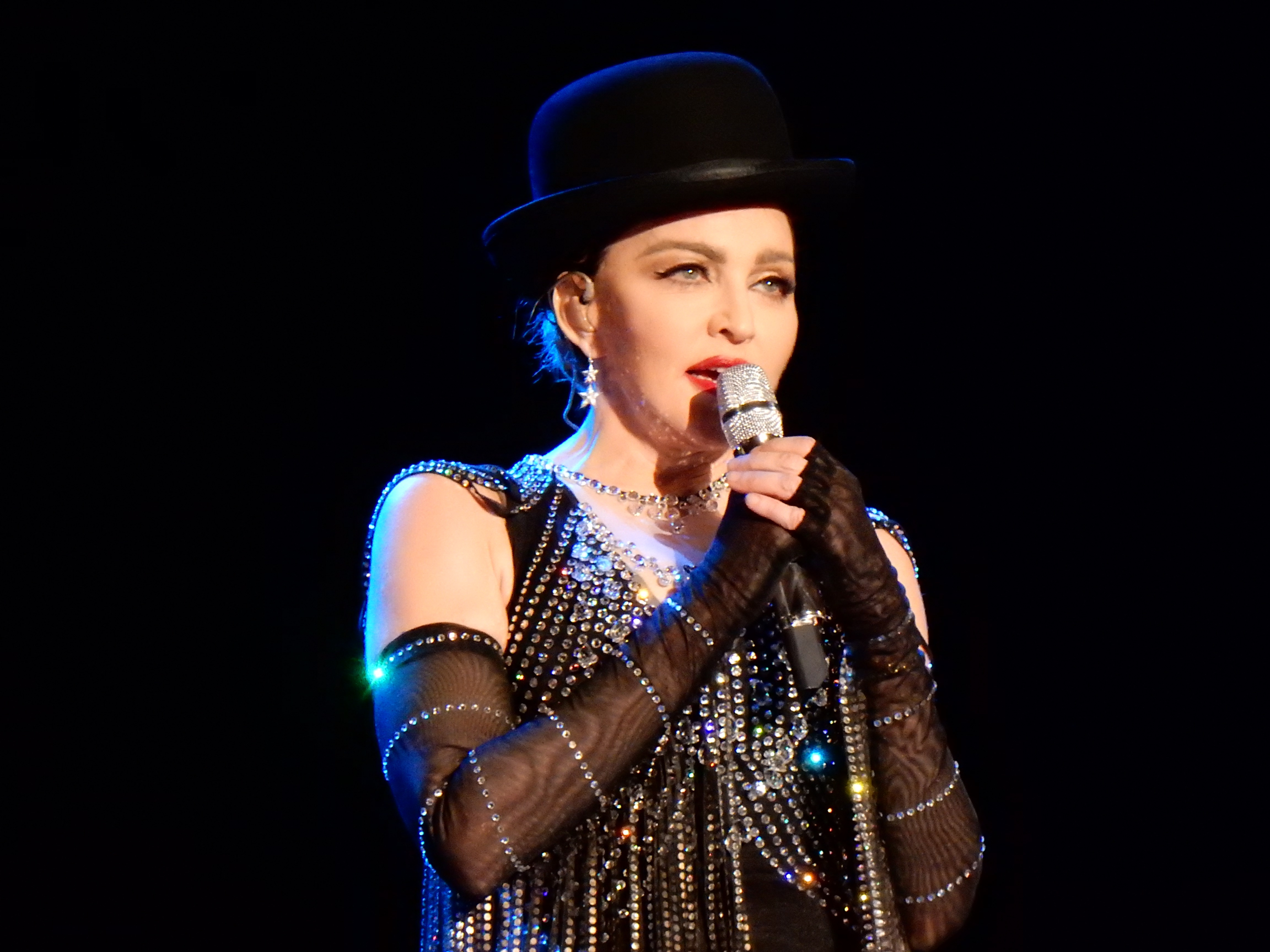
Rihanna Madonnát (a képen) nevezte meg példaképeként és legnagyobb hatásaként

Rihanna Madonnát nevezte meg példaképének és legnagyobb befolyásának. Azt mondta, hogy ő akar a „fekete Madonna” lenni, és dicsérte azt a képességét, hogy karrierje során mindig újra feltalálja magát. Megjegyezte: „Úgy gondolom, hogy Madonna nagy inspiráció volt számomra, különösen a kezdeti munkáimnál. Ha meg kellene vizsgálnom az evolúcióját az idők során, azt hiszem, minden egyes alkalommal sikerrel találta fel újra az öltözködési stílusát és a zenéjét. És ugyanakkor igazi szórakoztatóipari erő maradt az egész világon.” Rihanna zenéjére és karrierjére szintén nagy hatással volt Mariah Carey, akinek Hero című dalát még tinédzserként adta elő Rihanna egy középiskolai tehetségkutatón. Elárulta, hogy Carey Vision of Love című dala „volt az a dal, ami miatt el akart kezdeni zenélni.”
Fiatalkorában Bob Marley-t sűrűn látta a televízióban, mivel a Karib-térségben rendkívül népszerű előadó volt. Elmondta: „Ő az egyik kedvenc előadóm – ő tényleg kikövezte az utat minden más karibi művész számára”. Otthonában szentélyt épített a reggae-legenda tiszteletére, és koncertturnéi során feldolgozta Marley Is This Love és a Bob Marley & The Wailers Redemption Song című dalát. Gyermekkorában Whitney Houston-dalokat és az A Whole New World-öt énekelte a hajkeféjébe, olyannyira, hogy a szomszédai „Robyn Redbreast”-nek kezdték hívni. Azt is elmondta, hogy az egyik első dal, amire emlékszik, hogy beleszeretett, az I Will Always Love You Houston-féle verziója volt, és hogy „nagyon inspiráló volt, és általa fejlődött ki bennem a zene iránti szenvedély, szóval tényleg, részben ő a felelős azért, hogy itt vagyok ebben az iparágban”.
Rihannára hatással volt Janet Jackson, Aaliyah, Tupac, Beyoncé és a Destiny’s Child is. További zenei hatásai és példaképei közé tartozik Céline Dion, Grace Jones, Lil' Kim, Alicia Keys, Prince, Fefe Dobson, és Brandy. Rihanna a különböző zenékből merít hatást, amelyeket Amerikába érkezésekor fedezett fel, és elárulta, hogy a rockzene volt az egyik első műfaj, amelybe beleszeretett. Így nyilatkozott: „ahogy idősödöm, egyre többet akarok tudni a zenéről. Többféle zenét szeretnék felfedezni”. Brandy negyedik, Afrodisiac (2004) című stúdióalbumát említette harmadik, Good Girl Gone Bad (2007) című albumának fő inspirációjaként. Korai karrierje során zenéje erős karibi zenei hatásokat tartalmazott, beleértve a reggae-t és a dancehallt. A Rude Boy című dalához készült videóklipjében karibi gyökerei által inspirált képek szerepeltek.

### Videóklipek és előadásmód
Rihanna több mint egy tucat klipben dolgozott együtt Anthony Mandler rendezővel, az első az Unfaithful (2006) volt. „16 videót csináltunk együtt; nem mindegyik kemény, [...] Igen, úgy értem, a Disturbia-ról és a Russian Roulette-ről és hasonló dolgokról vagyok ismert, de az Only Girl (In the World) kétségtelenül egy eternikus jellegű, erőt adó, szépséggel teli videó” – mondta Mandler. Jocelyn Vena az MTV-től azt írta: „Rihanna, akárcsak Madonna, szintén hajlamos igazán elgondolkodtató klipeket készíteni, amelyek illeszkednek az általuk képviselt dalokhoz. A tündöklő, csillogóbb klipek közé beékelődve Madge és Ri azt akarja, hogy nagyobb dolgokról gondolkodjunk”. Jon Bream a Star Tribune-tól így kommentálta: „Madonna és Janet Jackson hagyományait követve Rihanna a 2000-es évek videós boszorkánya lett ... Rihanna tökéletesítette a duzzogást, a vonaglást és a trendteremtő frizurákat, amelyek miatt nők és férfiak egyaránt nézik őt a YouTube-on”. George Epaminondas az InStyle-tól úgy véli, hogy Rihanna klipjei „filmszerűek” a „buja szigeti ritmusok és a lendületes pop, valamint ... pajkos érzékiség keveréke miatt”.

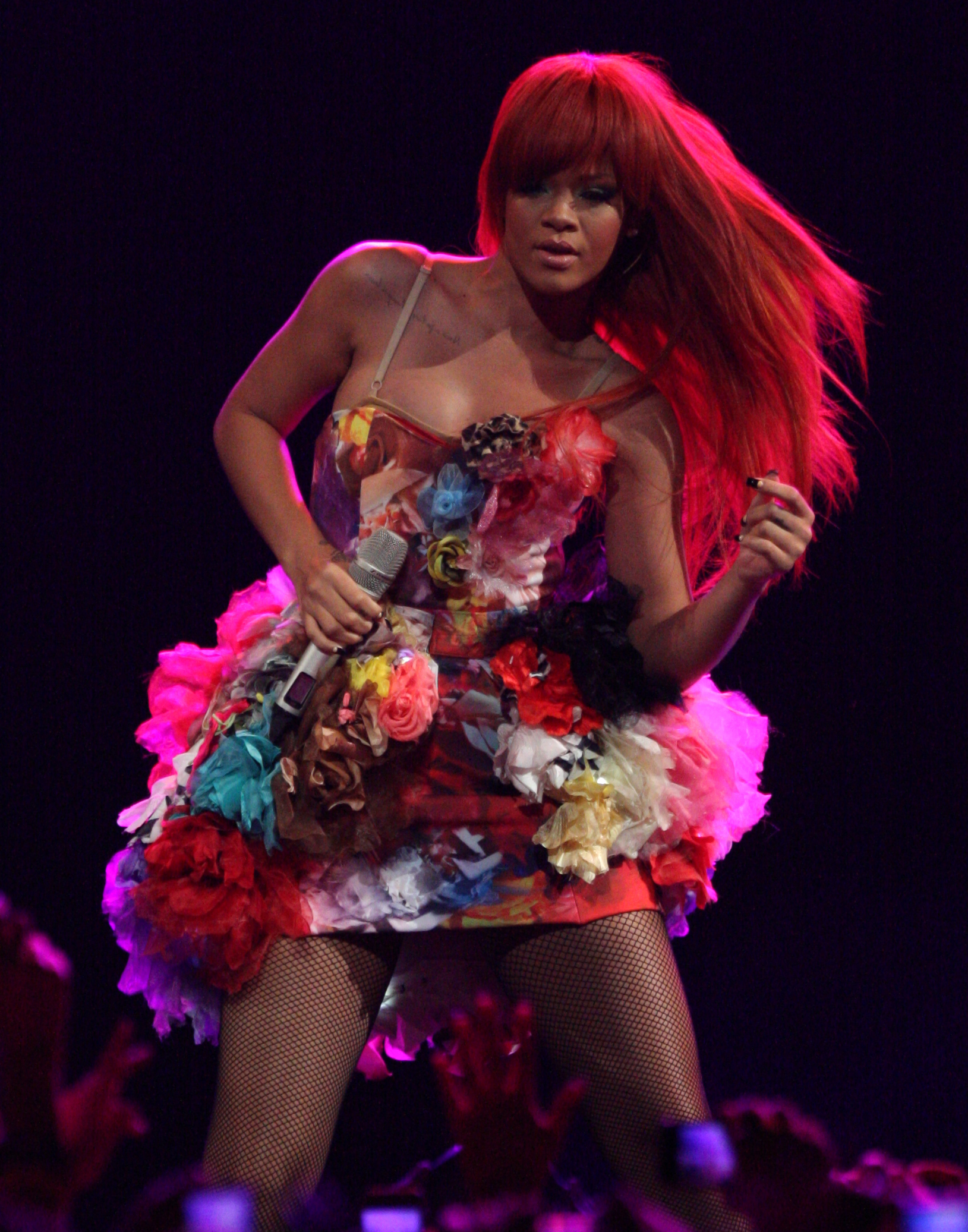
Rihanna fellépés közben a Last Girl on Earth Touron Ausztráliában

Számos videóklipje rövidfilmként készült, és olyan témákat boncolgat, mint a szerelmi háromszögek, a zaklatás és a szerhasználat, köztük a We Found Love és a Man Down. Az Umbrella című dalához készült klipje Rihanna felnőtté válását és újonnan elfogadott imázsát mutatja be. A Disturbia „sötét, hátborzongató” jeleneteit Michael Jackson Thrilleréhez hasonlították. A Russian Roulette videóklipjében Rihanna egy szobában orosz rulettet játszik partnerével. A Chris Brownnal való vitájához hasonlították azt a jelenetet, amikor Rihannát éjszaka egy száguldó autó közelíti meg. 2011-ben Rihanna három megosztó zenei videóklipet adott ki a szadomazoizmusról, a nemi erőszakról és a családon belüli erőszakról. A Man Down-t, amelyben Rihanna lelő egy férfit egy vasútállomáson, a Parents Television Council bírálta. A We Found Love, amely Rihannát és szerelmét egy drogokkal teli, egészségtelen kapcsolatban mutatja be, a Rape Crisis Centre kritikáját váltotta ki üzenete miatt. Charne Graham, a Houston Press munkatársa megvédte őt, és azt kérdezte: „Miért kellene Rihanna klipjei kapcsán mindenkinek felháborodnia, amikor mások hasonlóan szexuális és ellentmondásos videókat készítenek? [...] ő egyszerűen csak szeret olyan klipeket készíteni, amelyek adnak valamit, amiről beszélhetünk”. Rihanna volt az első női előadó, aki átlépte a 2 milliárdos összesített nézettséget a Vevo elnevezésű zenei videós weboldalon.
Denis Armstrong, a Canadian Online Explorer kommentálta az Ottawa Bluesfesten való fellépését, mondván, hogy „a műsora egy Disney-szerű koreografált fantasy volt, non-stop csípőforgatással, pimasz hozzáállással és személyes kedveskedéssel, valamint egy sor funky, cukormentes slágerrel”. A 2008-as MTV Video Music Awards-on a Disturbia című dalának előadását a Billboard felmérése szerint a tizedik legjobbnak ítélték a díjkiosztó történetében. A Good Girl Gone Bad Tour során viselt sokatmondó bőrruháit erősen bírálta a Pán-Malajziai Iszlám Párt, amely azt javasolta, hogy függesszék fel a koncertkörútját. Miközben harmadik albumát kísérő turnéját véleményezte, a The Times Rihanna színpadi ruhatárának stílusát Janet Jacksonéhoz hasonlította, és „Ann Summers couture víziójának nevezte őt combig érő csizmában és néhány foszlány fekete PVC-ben”. A brit Vogue 2011. októberi számában Rihanna azt mondta, hogy fellépőruhái és megjelenései csak színjáték; „az nem én vagyok. Ez egy szerep, amit eljátszom. Tudod, mintha egy műalkotás lenne, ezekkel a játékokkal és textúrákkal, amikkel játszhatok”.

## Imidzse

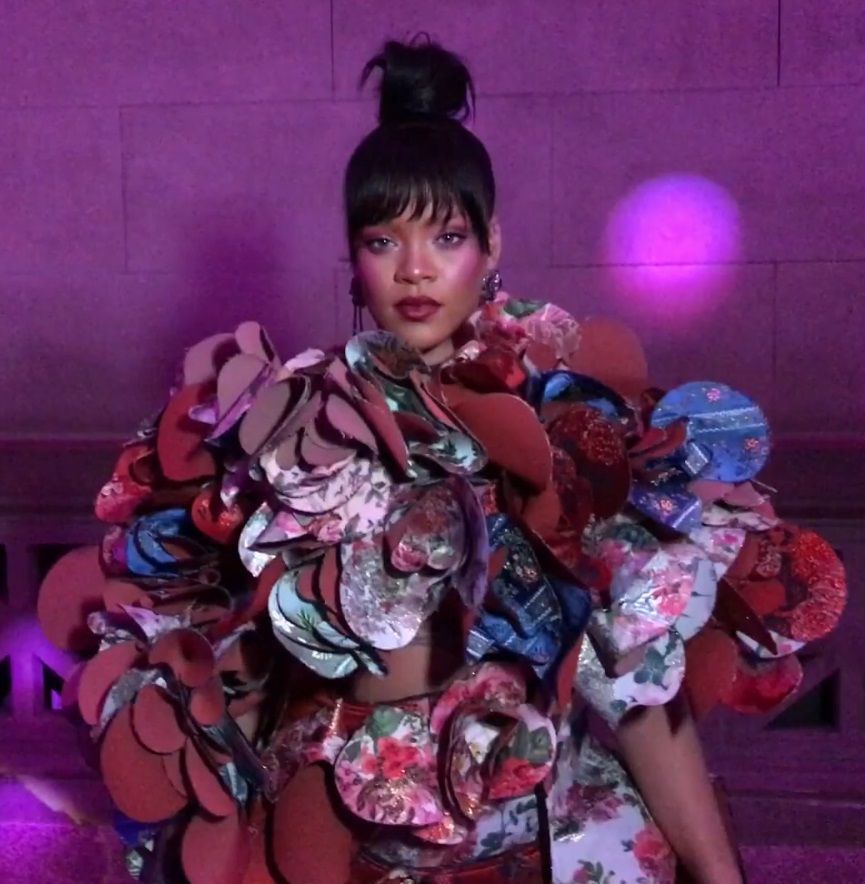
Rihanna a 2017-es MET-gálán Manhattanben

A stílusáról és imidzséről ismert Rihanna zenei és divatérzékének fejlődését a média folyamatosan nyomon követte. 2009-ben a New York magazin úgy jellemezte Rihanna korai megjelenését, mint „egy cukormázas tini királynő”, megjegyezve, hogy „képes drámaian és könnyedén változtatni a megjelenésén”. Második stúdióalbuma, az A Girl like Me (2006) megjelenése körül sok kritikus úgy érezte, hogy Rihanna stílusa, hangzása és zenei anyaga túlságosan hasonlít Beyoncééhoz. A Look magazinnak adott interjújában Rihanna beszélt a Beyoncéval való összehasonlításról: „Beyoncé nagyszerű előadó, és megtisztelve érzem magam, hogy egy mondatban említenek vele, de különböző előadók vagyunk, különböző stílusokkal”. Az Oprah’s Next Chapter című műsorában elárulta, hogy a Def Jam pop-hercegnős modellje klausztrofóbiás érzést keltett benne a kiadónál töltött első éveiben. Rihanna szerint: „Úgy éreztem, mintha egy tervrajzot adtak volna nekem. [...] Volt egy márkájuk, volt egy elképzelésük arról, hogy mit akarnak, hogy legyek, anélkül, hogy kitalálták volna, ki vagyok”. Harmadik albumának, a Good Girl Gone Bad (2007) megjelenésével Rihanna elvetette ártatlan imidzsét egy új frizurával, amelyhez Charlize Theron Æon Flux (2005) című sci-fi thrillerben látható bubifrizurája adta az ihletet. Olyan előadókat követett, mint Janet Jackson és Christina Aguilera, akik szintén levetették ártatlan imidzsüket egy pikánsabb megjelenés és hangzás kedvéért.
Nico Amarca, a Highsnobiety magazin munkatársa azt írta, hogy „immár 10 éves karrierje során [Rihanna] az egyik legjelentősebb esztétikai metamorfózison ment keresztül, amit a világ valaha látott”. A harmadik albumának megjelenése óta többször változott az arculata és a stílusa is, különböző frizurákkal. Megjegyezte, hogy gyerekkorában „mindig nézte, ahogy [édesanyja] öltözködik”, és hogy a divat iránti szeretete és csodálata az édesanyjától indult. Saját ruhatárának összeállításakor így nyilatkozott: „Ez inkább a kockázatvállalásról szólt ... Mindig a legérdekesebb sziluettet keresem, vagy valami olyat, ami egy kicsit kilóg a sorból”. Jess Cartner-Morley a The Guardiantól azt írta, hogy „Rihanna ruhatára a legtöbbet emlegetett, befolyásos és boncolgatott a popszakmában jelenleg”, és hogy bármit visel, „azt azonnal reprodukálják az utcán, mert eladható”. Miranda Lambert countryénekesnő csodálja Rihanna öltözködését és stílusát: „Nem feltétlenül inspirál ez az egész melltartó nélküli dolog, de szeretem, hogy sosem lehet tudni, mit fog felvenni. Mindig találgathatsz, ami szemtelenül érdekessé teszi őt”.
A Balmain tervezője, Olivier Rousteing a 2015-ös Vogue Fesztiválon Alexa Chungnak adott interjújában dicsérte Rihannát, stilisztikailag a zenetörténet legnagyobb divatikonjaihoz hasonlítva őt, mint például Madonna, David Bowie, Michael Jackson és Prince. A popsztárokkal szemben támasztott kulturális elvárásról, hogy példaképek legyenek, Rihanna így nyilatkozott: „[példaképnek lenni] sokkal inkább a feladatom lett, mint amennyire szerettem volna. De nem, én csak zenét akarok csinálni. Ennyi az egész.” Egy 2013 májusában az MTV-nek adott interjúban a The Vagina Monologues írója és feminista Eve Ensler azt mondta: „Nagy Rihanna-rajongó vagyok, úgy gondolom, hogy van egyfajta hatalma a szexualitása felett, és nyíltan beszél a szexualitásáról, hatalmas kecsességgel rendelkezik, és mérhetetlenül tehetséges”.
A generációja egyik legszexibb nőjeként jellemzett énekesnő elárulta, hogy a szexszimbólum szerep nem elsődleges, és hogy „ez határozottan hízelgő, de kényelmetlen is.” Megjelenése olyan magazinok címlapjára juttatta, mint a Maxim, az FHM, a Rolling Stone, 2012 decemberében pedig Rihanna lett az első nő, aki a GQ magazin „Az év férfija” című számának címlapján szerepelt.
Rihanna 2007-ben jelent meg először a Met-gálán. Az azóta eltelt években nyolc alkalommal jelent meg; 2015-ben, a „China: Through the Looking Glass” témájú gálán Guo Pei által tervezett sárga ruhája keltette a legnagyobb feltűnést az eseményen, egymilliárd megtekintést gyűjtve a közösségi médiában. A ruháról, amelynek elkészítése két évig tartott, mielőtt Rihanna elé került, Pietra Brettkelly dokumentumfilmet készített Yellow Is Forbidden címmel.. A 2018-as „Heavenly Bodies Fashion: and the Catholic Imagination” témájú gála társvezetője volt, ahol egy Maison Margiela-ruhát viselt.
Az egyik leggazdagabb híresség, 2021-ig bezárólag Rihanna a világ leggazdagabb női zenésze, becsült nettó vagyona 1,7 milliárd dollár. A Forbes 2019-es Top 100 legbefolyásosabb nője között is szerepelt. 2020-ban debütált a Sunday Times Rich List című kiadványban, a harmadik helyet foglalva el Britannia leggazdagabb zenészeinek listáján.

## Öröksége
Rihannát a média pop- és divatikonként tartja számon, különösen harmadik stúdióalbuma, a Good Girl Gone Bad (2007) óta. Nick Levine, a Digital Spy munkatársa úgy jellemezte a Good Girl Gone Bad-et, mint „a legközelebbi dolog, ami egy 2007/08-ban születendő Thrillerhez hasonlít”. A Rolling Stone szerint Umbrella című kislemezét és nyolcadik albumát, az Anti-t Minden idők 500 legjobb dala, illetve 500 legjobb albuma között tartják számon. A Billboard egyik szerkesztője a Work című kislemezének tulajdonította, hogy a dancehall műfaj előtérbe került a mainstream amerikai zenében. Jayson Greene, a Pitchfork zenekritikusa az elmúlt évtized legnagyobb hatású énekesnőjeként jellemezte Rihannát, azt írva:
„Rihanna hangja iparági szintű fogalommá vált, olyan kreatív tulajdonná, mint a Korg szintetizátor vagy a LinnDrum [...] Vágyunk arra az izgalomra, amit csak akkor kaphatunk, ha egy tucatnyi jó ötlet egyetlen hangban nyilvánul meg. Az elmúlt 10 évben ez a hang többé-kevésbé Rihanna hangja volt. Most, hogy vidáman darabokra szaggatja, valószínűleg egy egész új Rihannabes üstököscsíkot fog generálni. Óhatatlanul egyikük sem fogja hordozni az igazi Rihanna erejét, az üveges hűvösséget és a felszín alatti forróságot.”

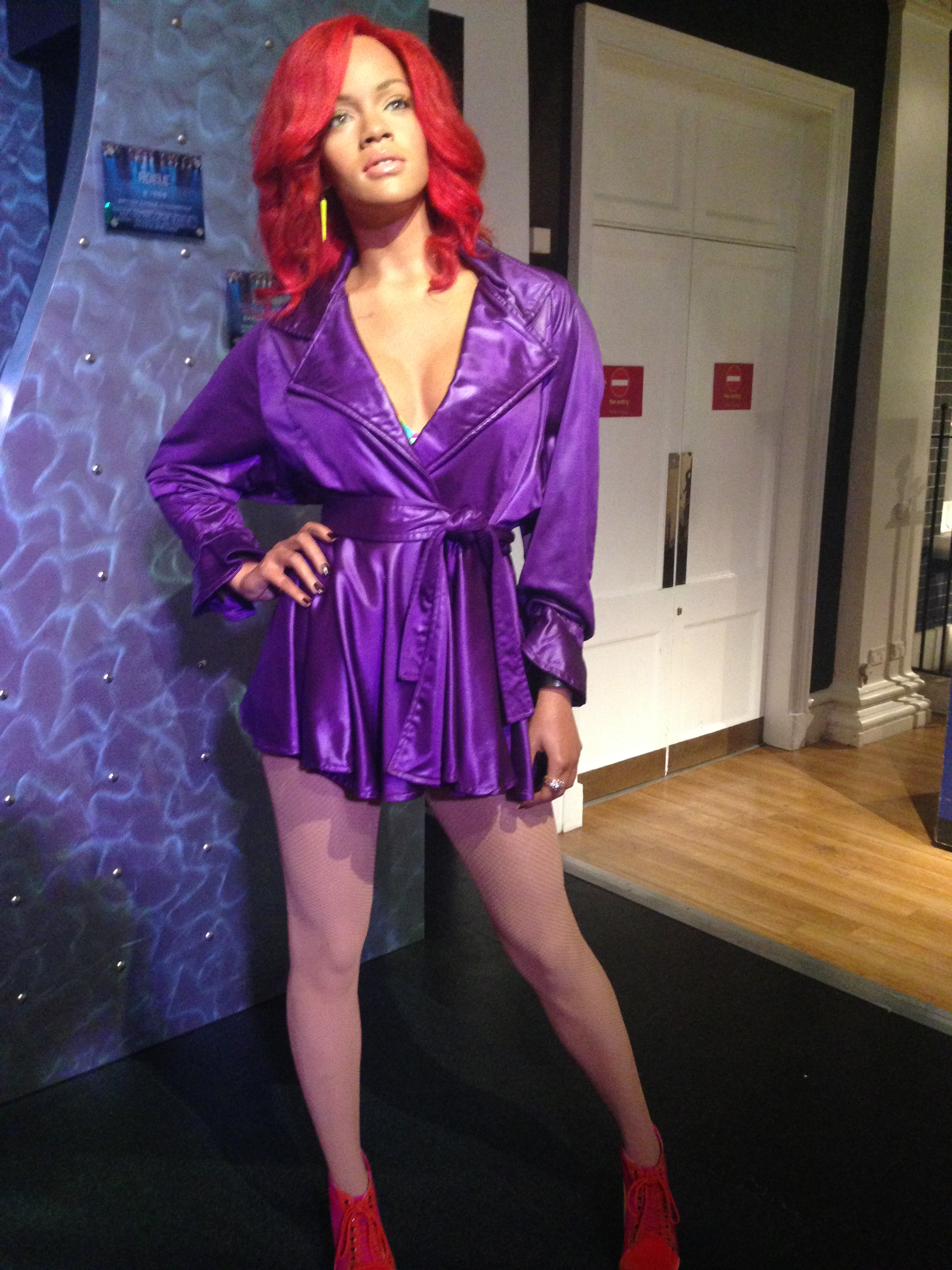
Rihanna viaszszobra a londoni Madame Tussauds-ban

2018 augusztusában a Billboard minden idők tizedik legnagyobb Hot 100-as előadójaként, valamint minden idők ötödik legjobb női előadójaként rangsorolta Rihannát. A Billboard Rihannát a 2010-es évtized legjobb Hot 100 előadójának is rangsorolta. 2014-ben a Time magazin popsztár rangsorolási metrikája Rihannát a második helyre sorolta a lista minden idők listás teljesítménye és kortárs jelentősége alapján. 2013-ban Rihannát a 4Music brit csatorna az Egyesült Királyság legbefolyásosabb popsztárjának is megválasztotta. Rihanna munkássága emellett számos előadóra közvetlen hatással volt, mint például Lorde, Sam Smith, Little Mix, Rita Ora, Billie Eilish, Selena Gomez, Justin Bieber, Ellie Goulding, Kim Petras, Jennie a Blackpinkből, Marilyn Manson, Jessie J, SZA, Fifth Harmony, Camila Cabello, Demi Lovato, Alexandra Stan, Grimes, Sleater-Kinney, Tegan and Sara, Cover Drive, Cher Lloyd, Bad Gyal, és Era Istrefi.
Rihanna a közösségi média és az internetes streaming meghatározó szereplőjévé vált, és a Forbes 2012-es, „Social Networking Superstars” listáján az első helyen állt. A Time magazin 2012-ben és 2018-ban is felvette Rihannát a világ 100 legbefolyásosabb embere című kiadványába, Stella McCartney írásával: „Ő az egyik legmenőbb, legdögösebb, legtehetségesebb, legkedveltebb, leghallgatottabb, legtöbbet követett, leglenyűgözőbb művész napjainkban, de mindezt a saját tempójában teszi. Keményen dolgozik, nagyon keményen. Nem csak magát, hanem az energiáját és a lelkét is odaadja a rajongóinak, a barátainak és az alapítványának.” Rihannát a Net-a-Porter luxusdivat-kereskedő cég 2018-ban a legjobban öltözött nők közé sorolta.
Rihanna tiszteletbeli kulturális és ifjúsági nagyköveti címet kapott Barbadoson. 2008. február 22-én a korábbi barbadosi miniszterelnök, David Thompson meghirdette országukban a nemzeti „Rihanna-napot”. Bár ez nem munkaszüneti nap, a barbadosiak minden évben megünneplik Rihanna tiszteletére. 2017 februárjában Rihannát a Harvardi Alapítvány a Harvard Egyetem „Év humanitáriusának” választotta. Rihanna harmadik éves „Diamond Ball” című eseményén Barack Obama, az Egyesült Államok korábbi elnöke méltatta Rihanna munkásságát, és kijelentette: „Hatalmas erő lett az emberek méltóságáért folytatott küzdelemben”. 2018. szeptember 20-án Barbados kormánya teljes jogú nagykövetté nevezte ki Rihannát, akinek kiemelt feladata az „oktatás, a turizmus és a befektetések előmozdítása a sziget számára”.
A BET által rendezett 2020-as NAACP Image Awards-on Rihanna átvette az elnöki díjat Derrick Johnsontól. Johnson kijelentette, hogy „Rihanna nemcsak művészként és zenészként futott be úttörő karriert, hanem kiváló közszolgaként is jeleskedett. A Fenty cégen keresztül elért üzleti eredményeitől kezdve az aktivistaként és filantrópként elért óriási eredményeiig Rihanna megtestesíti azt a fajta jellemet, méltóságot és az igazságosság iránti elkötelezettséget, amelyet az Elnöki Díjjal igyekszünk kiemelni.”

## Üzleti karrierje
Rihanna első parfümje, a Reb’l Fleur 2011 januárjában jelent meg. A Rolling Stone szerint a Reb’l Fleur gazdasági siker volt, és 2011 végére 80 millió dolláros bevételt vártak tőle a kiskereskedelemben. Rihanna második illata, a Rebelle 2012 februárjában jelent meg. A Rebelle promóciós kampányát Anthony Mandler rendező készítette, aki a Reb’l Fleur promóciós kampányát is forgatta. 2012 novemberében Rihanna kiadta harmadik illatát, a Nude-ot. Rihanna negyedik női illata, a Rogue 2013. szeptember 14-én jelent meg, amelyet 2014-ben egy férfi változat követett Rogue Men címmel.
2015. március 30-án bejelentették, hogy Rihanna több más zenei előadóval együtt társtulajdonos a Tidal zenei streaming szolgáltatásban. A szolgáltatás elsősorban veszteségmentes hanganyagokra és nagyfelbontású zenei videókra specializálódott. Jay-Z 2015 első negyedévében vásárolta fel a Tidal anyavállalatát, az Aspirót. Beyoncéval és Jay-Z-vel együtt tizenhat művész (például Kanye West, Beyoncé, Madonna, Chris Martin, Nicki Minaj és mások) résztulajdonosa a Tidalnak, a többség 3%-os részesedéssel. „A kihívás az, hogy újra rávegyünk mindenkit, hogy tisztelje a zenét, hogy felismerje annak értékét” – nyilatkozta Jay-Z a Tidal megjelenése kapcsán. 2016-ban nyilvánosságra hozták, hogy Rihanna saját, 2005-ben alapított Westbury Road Entertainment nevű kiadóján keresztül fogja kiadni zenéit. A Westbury Road a barbadosi lakhelyének a neve. A zenéket a Universal Music Group forgalmazza. A Westbury Road Entertainment előadói között szerepel Melissa Forde, mint a kiadó fotósa, valamint KazeLoon.
2015 novemberében Rihanna és Benoit Demouy elindította a Fr8me nevű szépség- és stylistügynökséget. A Los Angeles-i székhelyű vállalkozás azért jött létre, hogy segítsen az előadóknak reklámfilmek, szerkesztőségi fotózások, reklámkampányok és vörös szőnyeges megjelenések lefoglalásában. Rihanna így nyilatkozott: „A haj, a smink és a styling fontos szerepet játszik a kreativitásban; én nagyon sokat foglalkozom a folyamatnak ezzel a részével, így ez az ügynökség fontos dolog volt számomra”. A csapatban olyan személyek dolgoznak, mint Rihanna sminkese Mylah Morales, ruhatervező stylistja Jason Bolden, fodrászai Patricia Morales és Marcia Hamilton. A Fr8me mellett Rihanna nyitott egy fotóügynökséget is „A Dog Ate My Homework” néven, amely Erik Asla és Deborah Anderson fotósokat képviseli.

### Fenty
A Fenty Rihanna divatmárkája volt az LVMH luxusdivatcsoport alatt, amely 2019 májusában indult útjára. Ő volt az első nő, aki eredeti márkát hozott létre az LVMH számára, és egyben az első színes bőrű nő, aki egy LVMH márkát vezetett. A divatház 2019. május 22-én egy pop-up üzletben indult Párizsban, majd május 29-én világszerte online, és ruhákat, kiegészítőket és lábbeliket kínált. Ez volt az első termékvonal, amelyet az LVMH 1987 óta indított. A divatmárkát úttörőnek nevezték, és a piacra dobással kapcsolatos nyilatkozatában Rihanna azt mondta, hogy „egyedülálló lehetőséget kapott egy divatház kifejlesztésére a luxusszektorban, művészi korlátok nélkül”. A Covid19-járvány hatásai miatt 2021 februárjában Rihanna és az LVMH úgy döntött, hogy „szünetelteti” a Fenty divatházát, és a Savage x Fenty fehérneműcsaládra alapozva folytatja a fejlődést.
Rihanna kizárólag a vezetéknevét használja a zenei karrierjéhez nem kapcsolódó üzleti vállalkozásaira, hogy ne keveredjen össze a kettő. 2019 januárjában Rihanna pert indított apja, Ronald Fenty ellen a Fenty név kereskedelmi célú használata miatt. A perben azt kifogásolták, hogy Rihanna kozmetikai márkáját, a Fenty Beauty-t kereskedelmi szempontból megkárosította az apja cége, a Fenty Entertainment, azzal a téves állítással, hogy a cége kapcsolatban áll vele. 2021 szeptemberében Rihanna ejtette a pert az apja ellen.

#### Fenty Beauty

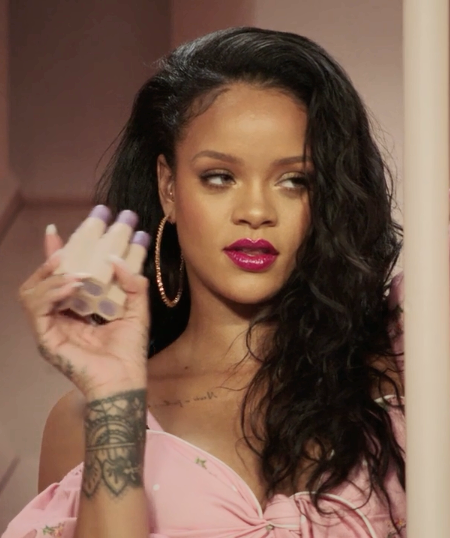
Rihanna a Fenty Beauty promóciós videójában 2018-ban

2017-ben Rihanna elindította kozmetikai cégét, a Fenty Beauty-t az LVMH Kendo Brands alatt. Rihanna a Forbes szerint a Fenty Beauty 50 százalékát birtokolja. A együttműködés 10 millió dollárt ért, és Rihanna különböző szépségápolási termékeket fog kiadni. A Fenty Beauty első sorozata 2017. szeptember 8-án jelent meg a boltokban és online, több mint 150 országban elérhető. Egy sor terméket tartalmazott, köztük alapozókat, highlightereket, bronzosítókat, pirosítókat illetve szájfényeket, és dicsérték a minden bőrszínre való változatos választékát. A Time magazin a Fenty Beauty-t a „2017 25 legjobb újításának” egyikévé választotta, kiemelve a széles választékot. A „Fenty-effektusnak” nevezett márka forradalmasította azt, ahogyan más kozmetikai márkák megközelítették a sokszínűséget a marketing és a termékformulák terén: „Hirtelen a szépségházak – a piaci rést betöltő, a befutott és a kettő közöttiek – elkezdték bővíteni árnyalatválasztékukat, hogy a bőrszín szélesebb skálájának megfeleljenek. A negyven árnyalat lett az új szabvány”.

#### Savage X Fenty
2018-ban Rihanna elindította a Savage X Fenty nevű fehérneműmárkát. A kollekció Rihanna víziója alapján született, egy exkluzív márkát hozva létre. A termékek különböző árnyalatokban kaphatók, hogy minden bőrtónushoz és méretválasztékhoz illeszkedjenek. A márkát 2018 szeptemberében mutatta be a New York-i divathéten. A márka pozitív kritikát kapott a közönségtől, amiért plus size modelleket is bevontak a promóciójukba, bár néhány rajongó szerint nem volt elég plus size modell.
2019 szeptemberében Rihanna a Barclays Centerben tartott New York-i divathéten ismét egy show keretében népszerűsítette a márkát, amelyben Alex Wek, Bella Hadid, Cara Delevingne modellek, Laverne Cox színésznő, valamint Normani és 21 Savage zenészek is szerepeltek. A műsorban fellépett DJ Khaled, Halsey, ASAP Ferg, Big Sean, Migos, Fat Joe, Fabolous és Tierra Whack is, és 2019. szeptember 20-án mutatták be az Amazon Prime Videón Savage X Fenty Show címmel. A műsort 2020-ban harmadszor is megrendezték, és olyan zenészek léptek fel benne, mint Travis Scott, Rosalía, Bad Bunny, Ella Mai, Lizzo, Big Sean, Miguel, Roddy Ricch és Rico Nasty. Ennek a változatnak a premierje 2020. október 2-án volt szintén az Amazon Prime Videón.

#### Fenty Skin
2020 júliusában Rihanna elindította a Fenty Skin nevű bőrápolási márkát.

#### Fenty Hair
2024 júniusában Rihanna elindította a Fenty Hair nevű hajápolási márkát. A márka termékei minden hajtípusra, textúrára és rutinra alkalmasak.

## Egyéb tevékenységek

Rihanna a Fenty x Puma divatbemutatón 2016 februárjában

Rihanna más vállalkozásokba és iparágakba is belefolyt. 2005 októberében Rihanna reklámszerződést kötött a Secret Body Spray-vel. 2010-ben Rihanna szerepelt az Optus reklámfilmjében, cserébe az támogatta Rihanna Last Girl on Earth elnevezésű turnéját. Ugyanebben az évben Rihanna szerepelt a Kodak reklámjában is a rapper Pitbullal együtt. 2010 októberében egy fotókönyvet adott ki a Last Girl on Earth turné fotóiból, amely negyedik stúdióalbumának, a Rated R-nek (2009) kísérőjeként szolgált. 2011-ben Rihanna a Nivea és a Vita Coco arca volt.
Első televíziós műsorát Styled to Rock címmel 2012 augusztusában mutatták be az Egyesült Királyságban a Sky Living csatornán. A 10 hetes sorozatban Rihanna, Nicola Roberts, Lysa Cooper és Henry Holland feltörekvő brit tervezőknek segít a ruhakollekcióikban. A Styled to Rock amerikai változatának premierje 2013. október 25-én volt a Bravo csatornán. 2013-ban Rihanna együttműködött a MAC Cosmetics-szel, és kiadta saját nyári, őszi és ünnepi sminkcsaládját „RiRi hearts MAC” néven. 2013 júliusában a Budweiser sörgyártó cég bejelentette, hogy Rihanna részese lett a globális „Made For Music” kampányuknak, amelyben Jay-Z is közreműködik.
Karrierje elején Rihanna világossá tette, hogy érdekli a divat és a ruhatervező iparban szeretne dolgozni. Ezzel kapcsolatban azt mondta: „A divat mindig is a védekező mechanizmusom volt”. 2011 novemberében Rihanna bejelentette első divatipari vállalkozását az Armanival. 2013 februárjában Rihanna bemutatta első női divatkollekcióját a londoni divathéten a brit River Island márka számára, együttműködve saját stylistjával, Adam Selman-nal. További három kollekciót jelentettek meg a márka számára. Rihanna ezután számos divatházzal dolgozott együtt, köztük a Diorral, a Stance-szal és a Manolo Blahnikkal. 2015 márciusában Rihannát választották a Dior új arcának; ezzel ő lett az első fekete nő, aki a márka arca lett.
2014-ben Rihanna lett a Puma sportmárka kreatív igazgatója, ő felügyeli a márka női vonalát, amely ruházati és lábbeli kollaborációkat is magában foglal. A következő évben Rihanna kiadta első edzőcipőjét a Pumával, amely az előértékesítés elindulása után három órán belül elfogyott online. A következő két évben Rihanna számos más lábbelit adott ki különböző színváltozatokban és stílusokban, amelyeket a kritikusok és a vásárlók egyaránt pozitívan fogadtak. 2016-ban Rihanna a New York-i Divathéten mutatta be első, Pumával közös ruhakollekcióját; a kollekciót a divatkritikusok elismerő kritikákkal fogadták.

### Színészi pályafutás

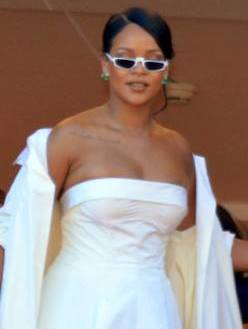
Rihanna a Cannes-i Filmfesztiválon, 2017 májusában

Rihanna színészi debütálását egy cameoszerepben tette a 2006 augusztusában megjelent Hajrá csajok: Mindent bele című filmben. Rihanna Cora Raikes altisztet (GM2) alakította első mozifilmjében, a 2012. május 18-án bemutatott Csatahajó című filmben. A film, amely nagyjából az azonos nevű játékon alapul, vegyes-negatív kritikákat kapott Rihanna alakításával együtt; a New York Times szerint „csak megfelelt a meglehetősen általános szerepben”. 2015-ben Jim Parsons és Jennifer Lopez mellett feltűnt Tip szinkronszerepében a Végre otthon! című animációs játékfilmben, a film Adam Rex The True Meaning of Smekday című műve alapján készült.
Rihanna játszotta Marion Crane visszatérő szerepét a Bates Motel – Psycho a kezdetektől ötödik és egyben utolsó évadában. A sorozat általános elismerést kapott a kritikusoktól. Rihanna főszerepet játszott Luc Besson Valerian és az ezer bolygó városa című filmjében is, amely a Valérian és Laureline című képregénysorozat filmadaptációja. A Dane DeHaan és Cara Delevingne szereplésével készült filmet 2017. július 21-én mutatta be az STX Entertainment az Egyesült Államokban. Rihanna egyike volt az Ocean’s 8 – Az évszázad átverése című film kizárólag női szereplőinek, amelyet Gary Ross rendezett, és a Warner Bros. 2018. június 8-án mutatott be. A film világszerte 300 millió dolláros bevételt hozott, és nagy kasszasiker lett.
2018 augusztusában arról számoltak be, hogy Rihanna egész nyáron egy titkos projektet forgatott Kubában Guava Island címmel Donald Glover oldalán. Glover Atlanta-társa, Hiro Murai volt a rendezője, a munkában pedig Letitia Wright és Nonso Anozie is részt vett. Az egész estés film trailerét november 24-én mutatták be az új-zélandi PHAROS fesztiválon. A projekt pontos részleteit csak 2019 áprilisában jelentették be, amikor a Spotify-on megjelentek a Guava Island reklámjai, amelyek jelezték, hogy valami történik „szombat este | április 13-án”. Később kiderült, hogy az Amazon Studios forgalmazza a filmet, a Regency Enterprises pedig finanszírozta azt, és április 13-án került a mozikba.

## Magánélete

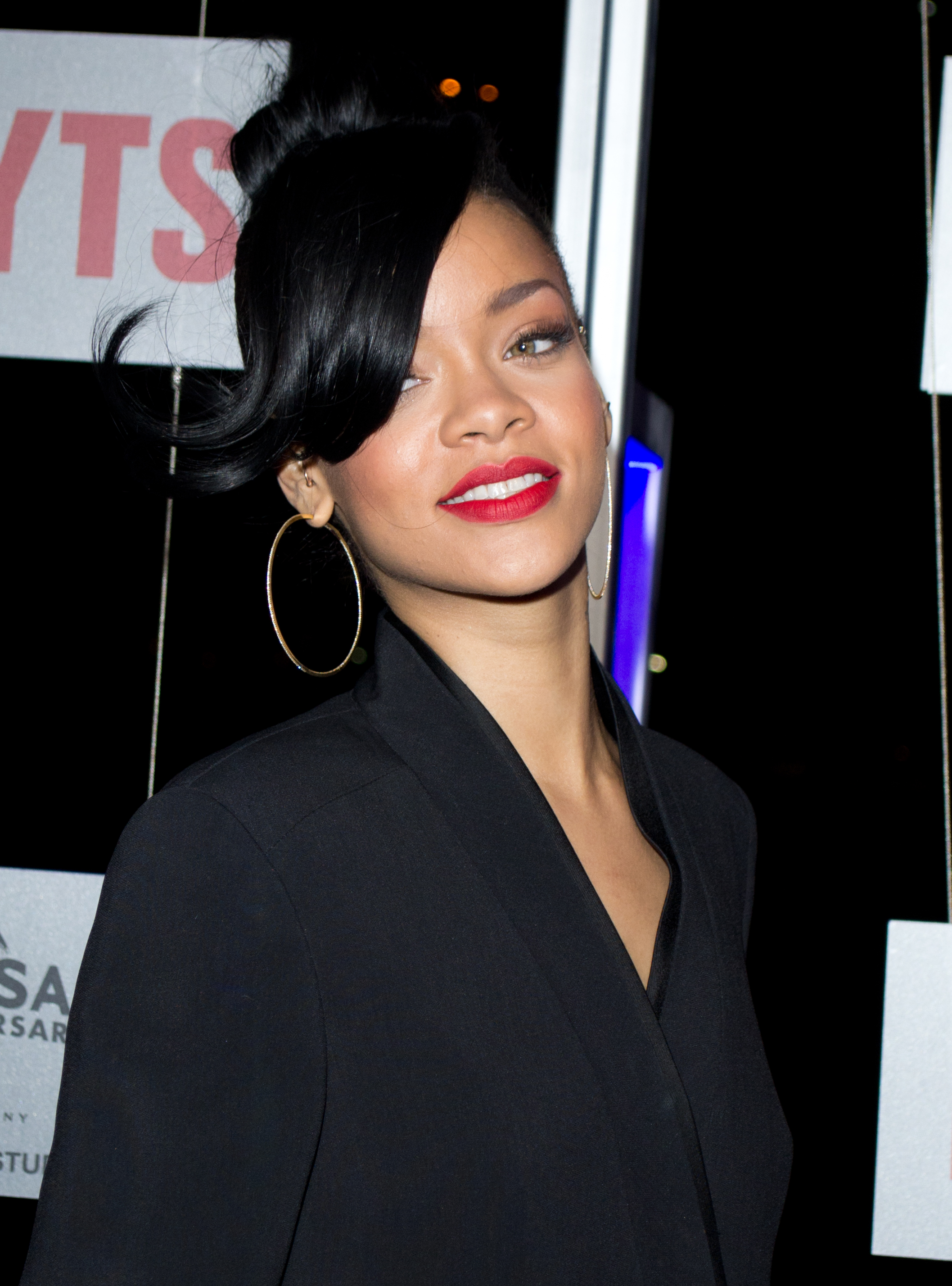
Rihanna 2012-ben

Rihanna egy 14 millió dolláros penthouse-t birtokol Lower Manhattanben. Emellett 2018 júniusában 7 millió fontért vásárolt egy házat Nyugat-Londonban, hogy közelebb legyen a FENTY divatmárkájával kapcsolatos munkájához. 2018 decemberében Rihanna eladásra kínálta Hollywood Hills-i villáját, miután hat hónappal korábban betörtek hozzá. A beszámolók szerint a rezidencia 10,4 millió dollárért kelt el. A Forbes 2012-ben kezdett el beszámolni Rihanna jövedelméről.
Rihanna 2007-ben kezdett randizni Chris Brown amerikai énekessel. Kapcsolatuk 2009 februárjában ért véget, a nagy nyilvánosságot kapott bántalmazási ügyük után. Ezután egy se veled, se nélküled kapcsolatba lépett a kanadai rapperrel, Drake-kel, ami 2009-től 2016-ig tartott. Egy 2013 januárjában a Rolling Stone-nak adott interjú során Rihanna megerősítette, hogy kibékült Brownnal, bár a férfi továbbra is próbaidő alatt állt a 2009-es bántalmazási ügyük miatt. 2012-ben a média sokat foglalkozott a párral. 2013 májusában Brown egy interjú során kijelentette, hogy ő és Rihanna ismét szakítottak. 2017-ben Rihanna elkezdett randizni Hassan Jameel szaúdi üzletemberrel. 2020 januárjában szakítottak.
Az amerikai rapper ASAP Rocky 2021 májusában megerősítette, hogy ő és Rihanna kapcsolatban vannak. 2022. március 13-án megszületett első közös fiuk, RZA Athelaston Mayers, akit a Wu-Tang Clan vezetőjéről és alapítójáról, RZA-ról neveztek el. A 2023 februárjában tartott félidős showja során Rihanna elárulta, hogy második gyermekével várandós, így ő lett az első ember, aki terhesen lépett fel a Super Bowl félidős showban; augusztus 1-jén adott életet második fiuknak, Riot Rose Mayersnek. 2025 májusában, a Met-gálán való megjelenése során Rihanna felfedte, hogy harmadik gyermekével várandós.

### Bántalmazási ügy
2009. február 8-án Rihanna tervezett fellépése az 51. Grammy-díjátadón elmaradt. Olyan hírek láttak napvilágot, hogy akkori barátja, Chris Brown fizikailag bántalmazta őt. A férfi feladta magát a rendőrségen, és bűncselekmény elkövetésének gyanújával letartóztatták. 2009. március 5-én Brown ellen vádat emeltek testi sértés és fenyegetés miatt. A TMZ.com által megszerzett, a rendőrségről kiszivárgott fénykép miatt – amelyből kiderült, hogy Rihanna komoly, látható sérüléseket szenvedett – egy STOParazzi nevű szervezet javasolta a „Rihanna-törvényt”, amely, ha életbe lép, „elrettentené a bűnüldöző szervek alkalmazottait attól, hogy olyan fényképeket vagy információkat tegyenek közzé, amelyek kizsákmányolják a bűncselekmények áldozatait”. Gil Kaufman a VH1-től arról számolt be, hogy „a Rihanna/Brown-ügy megállás nélküli közvetítése számos kérdést vetett fel a családon belüli erőszak állítólagos áldozatainak magánéletével kapcsolatban, beleértve azt a döntést, hogy szinte minden nagyobb hírcsatorna nyilvánosságra hozta az áldozat személyazonosságát – ami családon belüli erőszakkal kapcsolatos ügyekben általában nem szokás”, és kitért a kiszivárgott fénykép vitatható terjesztésére. Rihannát beidézték tanúvallomásra a 2009. június 22-én Los Angelesben tartott előzetes tárgyaláson. 2009. június 22-én Brown bűnösnek vallotta magát súlyos testi sértés bűntettében. Brown öt év próbaidőt kapott, és elrendelték, hogy Rihannától 46 méter távolságot tartson, kivéve nyilvános rendezvényeken, amit ekkor 9 méterre csökkentettek.
2009. szeptember 2-án Brown egy előre felvett Larry King Live interjúban beszélt az esetről, ez volt az első nyilvános interjúja az üggyel kapcsolatban. Az interjúra édesanyja, Joyce Hawkins és Mark Geragos ügyvéd kísérte el, miközben arról beszélt, hogy olyan háztartásban nőtt fel, ahol édesanyját többször bántalmazta a mostohaapja. Brown a Rihannát ért erőszak részleteinek hallatán azt mondta: „Sokkot kaptam, mert először is, nem ilyen vagyok, mint ember, és ígérem, nem ilyen akarok lenni”.

## Elismerések és díjak
2018 szeptemberéig Rihanna több mint 250 millió lemezt adott el világszerte, amivel minden idők egyik legsikeresebb zenei előadója. Karrierje során számos díjat és kitüntetést kapott, többek között 9 Grammy-díjat, 12 Billboard Music Awards-díjat, 13 American Music Awards-díjat, 8 People’s Choice Awards-díjat. Rihanna a 2013-as American Music Awards-on megkapta az „Ikon-díjat” a 2016-os MTV Video Music Awards-on pedig neki ítélték oda az MTV Életmű-díjat. Hat Guinness-világrekordot tart. Az Egyesült Államokban Rihanna több mint 10 millió albumot adott el, míg a Nielsen SoundScan az ország legkelendőbb digitális előadójaként tartja számon, és 2012-ig bezárólag Guinness-rekordot döntött a több mint 58 millió digitális kislemezeladásával.
2015. július 1-jén az Amerikai Hanglemezgyártók Szövetsége (RIAA) bejelentette, hogy Rihanna több mint 100 millió arany és platina minősítést szerzett. Ezzel Rihanna rendelkezik a legtöbb digitális kislemez-minősítéssel, és ő az első és egyetlen előadó, aki átlépte a RIAA 100 millió összesített kislemez-minősítési küszöbét. Az Egyesült Királyságban több mint 7 millió albumot adott el, amivel ő a harmadik legkelendőbb női előadó ebben az évszázadban. A Billboard szerint együttes albumeladásai világszerte 54 millió eladott példányra rúgnak.
Rihanna 14 első helyezést ért el az amerikai Billboard Hot 100 listán, ami a harmadik legjobb teljesítmény a lista történetében. A Billboard az elmúlt húsz év legjobb Mainstream Top 40-es előadójának nevezte; ő az első a legtöbb kiadvánnyal (36), a legtöbb Top 10-es (23) és a legtöbb listavezető dallal (10). 2014 márciusáig Rihanna több mint 18 millió kislemezt és 6 millió albumot adott el az Egyesült Királyságban. Ő a tizedik legkelendőbb és a második legkelendőbb női kislemez-előadó az országban, csak Madonna előzi meg, és a The Beatles után ő a második a legtöbb egymillió eladott kislemezzel rendelkező előadó az Egyesült Királyságban. Rihanna hét listavezető kislemezzel rendelkezik a Hot R&B/Hip-Hop Songs, és az Airplay listán, valamint tizenhat első helyezett kislemezzel a Rhythmic listán. Emellett több mint harminc Top 10-es helyezést ért el az Egyesült Királyságban és Ausztráliában.

## Diszkográfia
Stúdióalbumok
- Music of the Sun (2005)
- A Girl Like Me (2006)
- Good Girl Gone Bad (2007)
- Rated R (2009)
- Loud (2010)
- Talk That Talk (2011)
- Unapologetic (2012)
- Anti (2016)

## Filmográfia
- Hajrá csajok: Mindent bele (2006)
- Csatahajó (2012)
- Itt a vége (2013)
- Végre otthon! (2015)
- Valerian és az ezer bolygó városa (2017)
- Ocean’s 8 – Az évszázad átverése (2018)
- Guava Island (2019)

## Turnék
Önálló előadóként
- Rihanna: Live in Concert (2006)
- Good Girl Gone Bad Tour (2007–2009)
- Last Girl on Earth Tour (2010–2011)
- Loud Tour (2011)
- Diamonds World Tour (2013)
- Anti World Tour (2016)

Társelőadóként
- The Monster Tour (Eminemmel) (2014)

Promóciós turnék
- A Girl’s Night Out (2008; jótékonysági koncertsorozat a „Believe Foundation” javára)
- 777 Tour (2012; Unapologetic című hetedik stúdióalbumának népszerűsítésére)

## Fordítás
Ez a szócikk részben vagy egészben  a   Rihanna című angol Wikipédia-szócikk fordításán alapul.  Az eredeti cikk szerkesztőit annak laptörténete sorolja fel. Ez a jelzés csupán a megfogalmazás eredetét és a szerzői jogokat jelzi, nem szolgál a cikkben szereplő információk forrásmegjelöléseként.